# Парламентські вибори в Чехії 2017
Парламентські вибори в Чехії — це обрання членів Палати депутатів Чеського парламенту, яке проходили 20 та 21 жовтня 2017 року..
В результаті виборів перемогу одержала партія ANO 2011, яка заручилась підтримкою 29,6 % голосів виборців та одержала 78 місць у парламенті. Другою партією, що отримала 11,3 % голосів виборців і 25 місць у парламенті стала правоцентристська Громадянська демократична партія. Правляча Чеську соціал-демократичну партію підтримали лише 7 % виборців і вона опустилась на шосте місце. Чеська піратська партія та За свободу і пряму демократію (SPD) отримали понад 10 % і стали новими парламентськими партіями.
Загалом, дев'ять партій увійшли до нижньої палати, в результаті чого Чехія має найбільш фрагментовану Палата депутатів в своїй історії. Парламентські вибори 2017 року — це також перший випадок, коли до парламенту не потрапили Громадянська демократична партія та Чеська соціал-демократична партія.
Новим прем'єр-міністром країни 6 грудня 2017 року став мільярдер Андрей Бабіш, лідер популістської руху ANO (Акція незадоволених громадян). Кандидатуру підприємця офіційно затвердив президент Мілош Земан.
Аналітики передбачали, що новий кабінет міністрів буде сформований до середині січня 2018 року.

## Передвиборчий період
З часу попередніх виборів у 2013 році на чолі держави перебувала коаліція двох найбільших партій: Чеської соціал-демократичної партії (ČSSD), яка висунула прем'єр-міністром Богуслава Соботка та АНО 2011, очолювана екс-міністром фінансів і бізнесменом Андреєм Бабішем, а також Християнсько-демократичний Союз — Чехословацька народна партія (KDU-ČSL).
Найбільша опозиційна партія — це Комуністична партія Чехії і Моравії з 33-ма місцями, потім правоцентристські партії TOP 09 (26 місць) і Громадянська демократична партія (ODS) з 16 місцями в палаті.

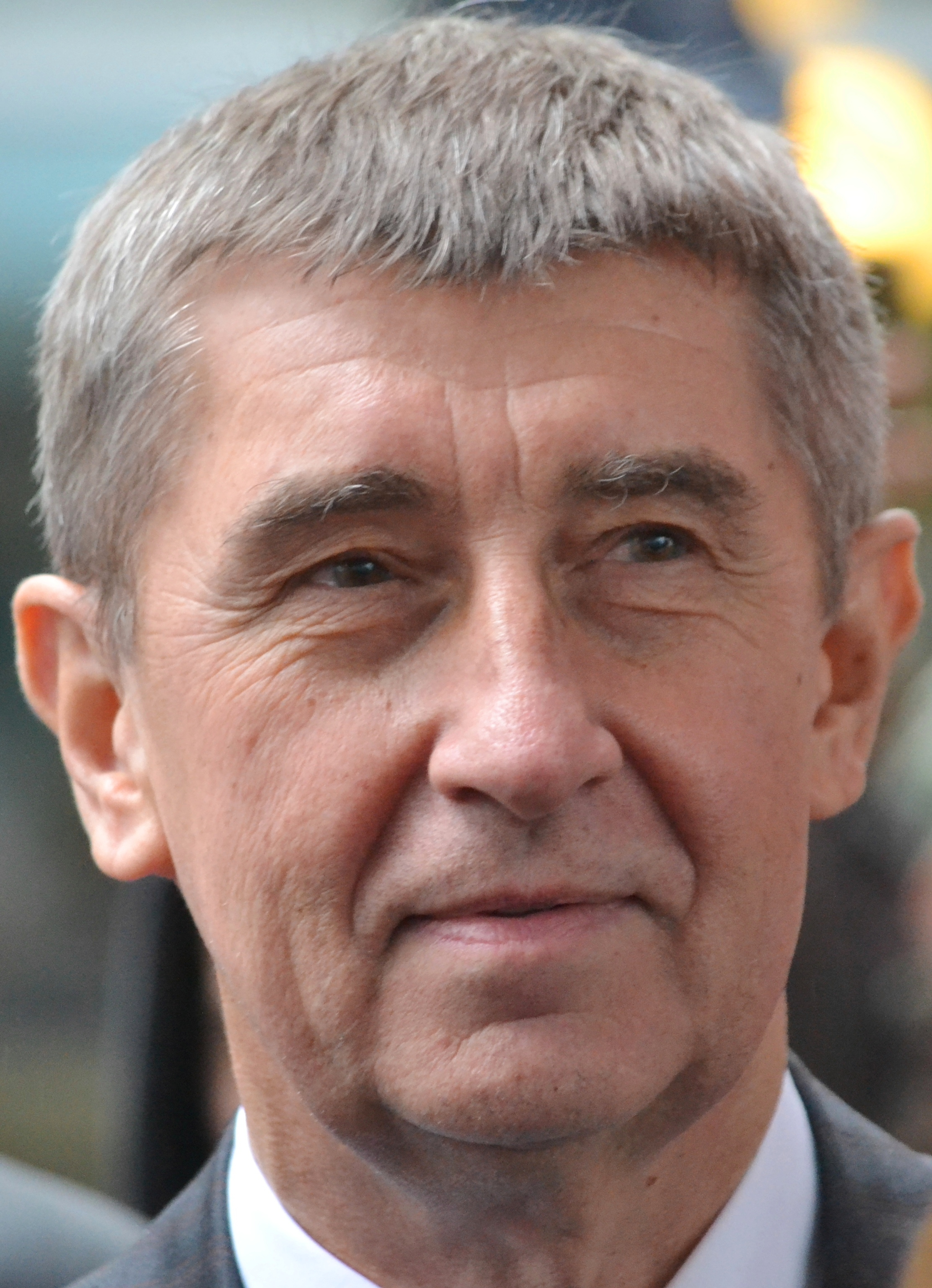
Лідер партії ANO 2011, що набрала найбільше голосів Андрей Бабіш

Опитування громадської думки показала лідерство АНО 2011 з початку 2014 року. При чому їх лідерство поступово збільшується до двозначних цифр. Соціал-демократи втрачають позиції з початку 2017 року. Опитування свідчать про те, що кілька інших партій, включаючи Комуністичну партію, Громадянську демократичну, KDU-ČSL та TOP 09, можуть знову увійти до Палата депутатів, адже їх підтримка коливається від 5 % до 12 %.

## Особливості виборів

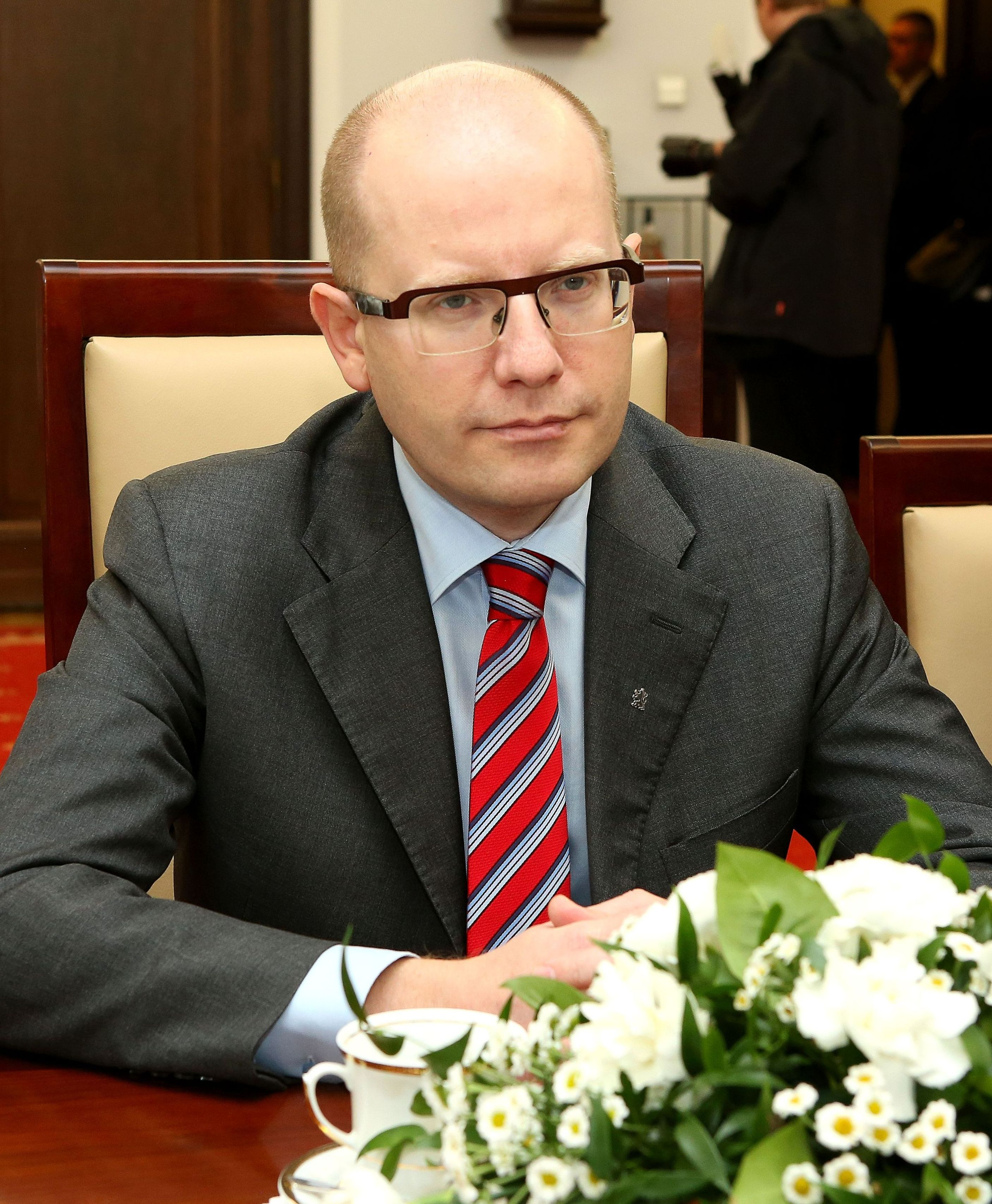
Богуслав Соботка, прем'єр-міністр.

В Конституції говориться, що кожні чотири роки мають проходити вибори до палати депутатів (нижньої палати чеського парламенту). Уряд несе відповідальність перед Палатою депутатів і залишається при владі лише за наявності довіри більшості членів парламенту. Стаття 19(1) Конституції Чехії передбачає, що будь-який громадянин Чеської Республіки, який має право голосу і має двадцять один рік, має право бути депутатом. 

### Регіональні вибори та вибори в Сенат 2016 року
У жовтні 2016 року виборці обрали 675 членів регіональних асамблей у 13 регіонах країни (крім Праги), які потім обрали своє регіональне керівництво. АНО виграв вибори з 21,05 %, тоді як соціал-демократам вдалося виграти лише у двох регіонах — Південній Богемії та Височині — і 15.25 % по всій країні. Комуністи (КСЧМ) зазнали найбільшої втрати, набравши лише 10,54 % і втративши 96 місць в парламенті. Правоцентристську партію ODS підтримали 9,47 % виборців по країні, що забезпечило ним 76 місць у регіональних зборах.
Поряд з регіональними виборами, близько 2,7 мільйонів виборців обрали 27 із 81 сенатора. KDU-ČSL виграла ці вибори, отримавши дев'ять нових сенаторів. І це в той час як АНО та соціал-демократи зазнали значних втрат. Незважаючи на те, що в другому турі АНО мала 14 кандидатів, лише троє змогли виграти вибори. Соціал-демократи втратили 10 місць, в тому числі і віце-президента Сенату Зденека Шкромаха. Правоцентристська партія ODS мала у своєму розпорядженні шість кандидатів у другому турі, з яких обрали чотири (включаючи Зденека Нітра, який керував незалежним).

### Урядова криза 2017 року
На початку травня 2017 року сталась урядова криза, коли прем'єр-міністр Богуслав Соботка вирішив піти у відставку через фінансові порушення міністра фінансів Андрея Бабіша. Втім, Соботка змінив своє рішення через кілька днів після суперечки з президентом Мілошем Земаном про продовження діяльності уряду. Врешті-решт 24 травня 2017 року, Соботка звільнив Бабіша та замінив його Іваном Пільним, фактично припинивши кризу.

## Виборча система
200 членів палати депутатів обираються у 14 багатомандатних виборчих округах (кожен з яких, як правило, обирає від 5 до 25 членів), використовуючи відкриті списки  з допомогою  пропорційного представництва, в яких вони можуть подавати пільгові голоси для чотирьох кандидатів у обраному їх списку. Місця розподіляються за методом д'Ондта, з виборчим порогом який складається з 5 % для партій, 10 % для двопартійних альянсів, 15 % — для трипартійних альянсів і 20 % — для альянсів чотирьох або більше партійних альянсів. Кандидати, які отримали пільгові голоси понад 5 % виборців поміщаються до верхньої частини їх списку. А в тих випадках, коли більш ніж один кандидат отримує більше 5 % преференційних голосів, вони ранжуються в порядку зменшення отриманих голосів.

## Дата виборів
У Чеській Конституції говориться, що вибори в Палату депутатів повинні проводитися кожні чотири роки. Вибори в Чехії тривають два дні — у п'ятницю та в суботу. Від так, виборці можуть голосувати в будь-який день. Точну дату виборів називає Президент, який зобов'язаний назвати його, як мінімум, за 90 днів до виборів.
6 квітня 2017 року Президент Мілош Земан оголосив 20 та 21 жовтня 2017 року днями парламентських виборів.

### Розклад
Ключові дати:
| четвер 6 квітня                   | Президент Мілош Земан оголосив, що вибори відбудуться 20 та 21 жовтня 2017 року                |
| п'ятниця 1 вересня                | Останній день подання документів про висунення                                                 |
| вівторок 5 вересня                | Державна виборча комісія проводить жеребкування та призначає партіям відповідні виборчі номери |
| середа 4 жовтня                   | Початок офіційної передвиборчої кампанії                                                       |
| вівторок 17 жовтня                | Бюлетені надсилаються виборцям поштою                                                          |
| п'ятниця та субота 20 — 21 жовтня | Дні голосування                                                                                |

## Політичні партії та кандидати
| Партія | Партія | Ідеологія                                                                                   | Лідер                                 |
| ------ | --- | ------------------------------------------------------------------------------------------- | ------------------------------------- |
|        | Чеська соціал-демократична партія (ČSSD) | соціал-демократія, пан'європеїзм                                                            | Мілан Чованець (виконувач обов'язків) |
|        | ANO 2011 (ANO) | центризм, популізм, лібералізм, синкретична політика                                        | Андрей Бабіш                          |
|        | Комуністична партія Чехії і Моравії (KSČM) • Партія демократичного соціалізму | комунізм, євроскептицизм                                                                    | Войтех Філіп                          |
|        | ТВП 09 • Чеська крона (монархічна партія Чехії, Моравії та Сілезії) • Консервативна партія • Клуб причетних учасників позапартійності • Ліберально-екологічна партія</ small>                                                                                     | ліберальний консерватизм, панєвропеїзм                                                      | Мирослав Калоушек                     |
|        | Громадянська демократична партія (ODS) • Freeholder Party | ліберальний консерватизм, економічний лібералізм, євроскептицизм                            | Петр Фіала                            |
|        | Християнсько-демократичний союз — Чехословацька народна партія (KDU-ČSL) • Coexistencia and Independents | християнська демократія, соціальний консерватизм, панєвропеїзм                              | Павел Белобрадек                      |
|        | Мери та незалежність (STAN) • Мери для регіону Ліберець • SNK Європейські демократи | субсидіарність, панєвропеїзм                                                                | Петр Газдік                           |
|        | За свободу і пряму демократію (SPD) • Моравія | правопопулізм, антиміграція, пряма демократія, євроскептицизм                               | Томі Окамура                          |
|        | Чеська піратська партія | піратська партія, пряма демократія і «суспільна демократія», «відкрита держава», лібералізм | Іван Бартош                           |
|        | Партія зелених • Зміна політичного руху | зелена політика, панєвропеїзм                                                               | Матей Штопницький                     |
|        | Партія вільних громадян (Svobodní) | класичний лібералізм, право-лібертаріанізм, лібертаріанський консерватизм, євроскептицизм   | Петр Мах                              |
|        | Реалісти (REAL) • Патріоти Чеської Республіки | Національний консерватизм, економічний лібералізм, євроскептицизм                           | Петр Робешек                          |
|        | Партія цивільних прав (SPO) | Соціал-демократія, пряма демократія                                                         | Ян Велеба                             |
|        | Партія здорового глузду (Rozumní) • • Коаліція для республіки - Республіканська партія Богемії, Моравії та Сілезії • Коаліція для Республіки - Республіканська партія Чехії, Моравії та Сілезії • Демократична зелена партія • Чеський рух за національну єдність | Націоналізм, національний лібералізм, євроскептицизм                                        | Петр Ханніг                           |
|        | Коаліція для Республіки — Республіканської партії Чехословаччини Мирослава Салдека (SPR–RSČ) | Національний консерватизм, антиміграція, Чехословацький профспілковий, євросектицизм        | Мирослав Салдек                       |
|        | Робітнича партія соціальної справедливості (DSSS) | Нео-нацизм, націоналізм, антиглобалізм, євроскептицизм                                      | Томаш Вандас                          |

## Передвиборча кампанія
Вперше витрати на виборчу кампанію в Чехії обмежені. Для кожної партії це 90 млн крон (приблизно 3 300 000 євро). Також створено новий наглядовий орган, Управління з нагляду за фінансами політичних партій та політичних рухів.
Дата виборів була оголошена 2 травня 2017 року, що означало початок офіційної кампанії.
Сторонам було дозволено зареєструватися на виборах до 15 серпня 2017 року. Загалом зареєструвалась 31 партія -  найбільша кількість за всю історію Чехії.

### Телевізійні дебати
На телеканалі ČT24 було декілька дебатів з представниками десяти найбільших партій з різних питань, зокрема національної безпеки, охорони здоров'я, зовнішньої політики та інфраструктури. Дебати між лідерами десяти партій заплановано на 19 жовтня 2017 року.

## Опитування громадської думки
Опитування, що проводили з жовтня 2013 року до нинішнього часу, позначені конкретною лінією та крапками, що відповідають політичним партіям.

## Результати
За попередніми даними найбільше голосів (29,64 %) набрала партія ANO, заснована одним із найбагатших людей Чехії та колишнім міністром фінансів Андреєм Бабішем. Очевидно він і стане центром коаліції.
Громадянська демократична партія (ODS), що декларує євроскептицизм отримала 11,31 % підтримки. Ще три партії (29,23 %) мають у своїй програмі проросійську спрямованість: Партія піратів Чехії (10,79 %), праворадикальна За свободу і пряму демократію (SPD, 10,67 %) та опоненти України комуністична партія Чехії (7,77 %).
Лідери попередніх виборів Чеська соціал-демократична партія (ČSSD) опустились на шосте місце з рейтингом 7,27 % проти 20 % чотири роки тому.
Експерти у ЗМІ відзначали, як особливість виборів 2017 року, появу у парламенті таких партій, як СДП і пірати, а також діяльність у Чехії «фрагментованого парламенту з дев'ятьма партіями» та величезна втрата підтримки правлячої з 2013 року соціал-демократичної партії
|                                                              |                                                                                              |           |       |        |       |      |
| Партія                                                       | Партія                                                                                       | Голоси    | %     | +/–    | Місця | +/–  |
|                                                              | ANO 2011                                                                                     | 1 500 113 | 29,64 | +10,98 | 78    | +31  |
|                                                              | Громадянська демократична партія                                                             | 572 962   | 11,32 | +3,59  | 25    | +9   |
|                                                              | Чеська піратська партія                                                                      | 546 393   | 10,79 | +8,13  | 22    | +22  |
|                                                              | За свободу і пряму демократію (SPD)                                                          | 538 574   | 10.64 | –      | 22    | Нова |
|                                                              | Комуністична партія Чехії і Моравії (KSČM)                                                   | 393 100   | 7,76  | −7,15  | 15    | −18  |
|                                                              | Чеська соціал-демократична партія (ČSSD)                                                     | 368 347   | 7,27  | −13,09 | 15    | −35  |
|                                                              | Християнсько-демократичний союз — Чехословацька народна партія (KDU–ČSL)                     | 293 643   | 5,80  | −0,98  | 10    | −4   |
|                                                              | TOP 09                                                                                       | 268 811   | 5,31  | −6,69  | 7     | −19  |
|                                                              | Мери та незалежність (STAN)                                                                  | 262 157   | 5,18  | –      | 6     | Нова |
|                                                              |                                                                                              |           |       |        |       |      |
|                                                              | Партія вільних громадян (Svobodní)                                                           | 79 229    | 1,56  | −0,91  | 0     | 0    |
|                                                              | Партія зелених                                                                               | 74 335    | 1,46  | −1,74  | 0     | 0    |
|                                                              | Партія загального розуміння                                                                  | 36 528    | 0,72  | +0,45  | 0     | 0    |
|                                                              | Реалісти (REAL)                                                                              | 35 995    | 0,71  | –      | 0     | Нова |
|                                                              | Партія цивільних прав (SPO)                                                                  | 18 556    | 0,36  | −1,15  | 0     | 0    |
|                                                              | Спортсмени                                                                                   | 10 593    | 0,20  | –      | 0     | Нова |
|                                                              | Робітнича партія (DSSS)                                                                      | 10 402    | 0,20  | −0,66  | 0     | 0    |
|                                                              | Коаліція для Республіки — Республіканської партії Чехословаччини Мирослава Салдека (SPR–RSČ) | 9 857     | 0,19  | –      | 0     | Нова |
|                                                              | Орден Нації                                                                                  | 8 735     | 0,17  | –      | 0     | Нова |
|                                                              | Громадянський демократичний союз                                                             | 8 030     | 0,15  | –      | 0     | Нова |
|                                                              | Блок проти ісламізації — оборона Батьківщини                                                 | 5 077     | 0,10  | –      | 0     | Нова |
|                                                              | Референдум про Європейський Союз                                                             | 4 276     | 0,08  | –      | 0     | Нова |
|                                                              | Щаслива Чехія                                                                                | 3 852     | 0,07  | –      | 0     | Нова |
|                                                              | Шлях від відповідального суспільства                                                         | 3 758     | 0,07  | –      | 0     | Нова |
|                                                              | Гарний вибір 2016 року                                                                       | 3 722     | 0,07  | –      | 0     | Нова |
|                                                              | Чеська національна соціальна партія                                                          | 1 573     | 0,03  | –      | 0     | Нова |
|                                                              | Голосування за правий блок                                                                   | 491       | 0.00  | –      | 0     | Нова |
|                                                              | Суспільство проти розвитку в Долині Прокоп                                                   | 438       | 0,00  | –      | 0     | Нова |
|                                                              | H.A.V.E.L.                                                                                   | 436       | 0,00  | –      | 0     | Нова |
|                                                              | Громадянин 2011 року                                                                         | 359       | 0,00  | –      | 0     | Нова |
|                                                              | Нація Разом                                                                                  | 300       | 0,00  | –      | 0     | Нова |
|                                                              | Чеський Національний фронт                                                                   | 117       | 0,00  | –      | 0     | Нова |
| Недійсні / порожні голоси                                    | Недійсні / порожні голоси                                                                    | 30 306    | –     | –      | –     | –    |
| РАЗОМ                                                        | РАЗОМ                                                                                        | 5 091 065 | 100   | –      | 200   | 0    |
| Зареєстровані виборці / голосування                          | Зареєстровані виборці / голосування                                                          | 8 374 501 | 60,79 | +1.31  | –     | –    |
| Джерело: Volby [Архівовано 8 квітня 2019 у Wayback Machine.] |                                                                                              |           |       |        |       |      |

### Карта результатів
|     |
| ANO |

|                                        |
| Громадянська демократична партія (ODS) |

|        |
| Пірати |

|                                     |
| За свободу і пряму демократію (SPD) |

|                                            |
| Комуністична партія Чехії і Моравії (KSČM) |

|                                          |
| Чеська соціал-демократична партія (ČSSD) |

|                   |
| ХДС-ЧНП (KDU-ČSL) |

|        |
| ТВП 09 |

|                             |
| Мери та незалежність (STAN) |